# Andrice Arp
Andrice Arp, née en 1969, est une autrice de comics.

## Biographie
Andrice Arp naît en 1969. Son père est l'astronome Halton Arp. Elle travaille comme illustratrice pour plusieurs magazines : Shout Magazine, Kitchen Sink Magazine, Scram et le New York Times. À partir de 2001 elle est coéditrice de l'anthologie Hi-Horse pour laquelle elle contribue aussi. À côté de ses illustrations Andrice Arp dessine aussi des bandes dessinées publiées dans des anthologies. En 2006, elle expose des œuvres au Cartoon Art Museum de San Francisco puis dans un musée new-yorkais.